# Sant Jaume d’Enveja

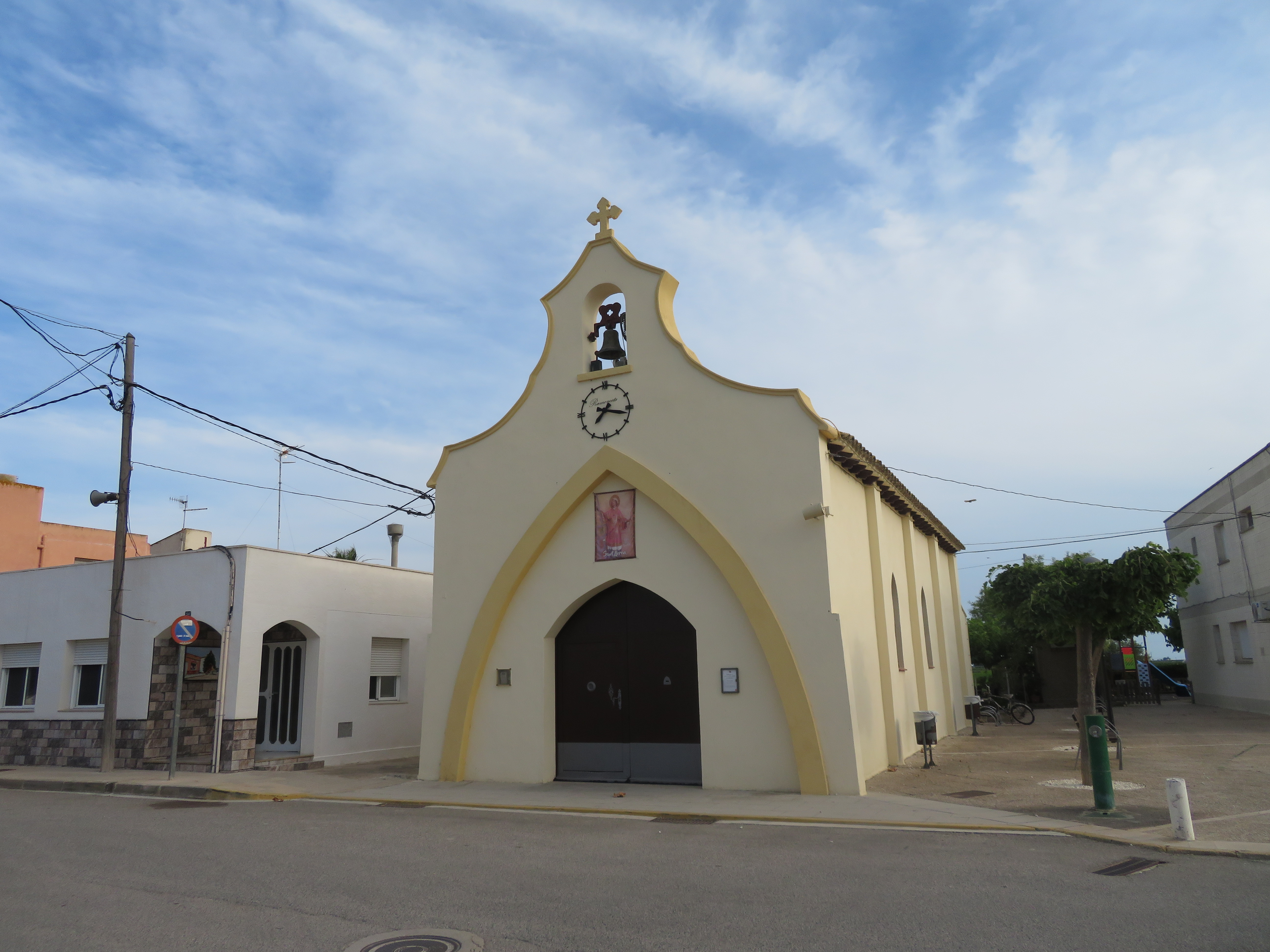
Els Muntells, Sant Jaume d’Enveja

Sant Jaume d’Enveja ist eine Gemeinde in der Comarca (Kreis) Montsià, Katalonien, Spanien. Sie liegt in der Mitte des "Parque natural del Delta del Ebro", im Westen grenzt sie an die Gemeinde Amposta. Die Bevölkerungsanzahl betrug 3.667 Einwohner (Stand: 2024). Die wichtigsten Wirtschaftseinkommen bilden der Reisanbau und der Ökotourismus.

## Ortschaften in der Gemeinde Sant Jaume d’Enveja
- Balada 10
- Muntells, els 495
- Sant Jaume d’Enveja 2.787

Erhebung der Zahlen: 2004